# 12534 Janhoet
A 12534 Janhoet (ideiglenes jelöléssel 1998 LB3) a Naprendszer kisbolygóövében található aszteroida. Eric Walter Elst fedezte fel 1998. június 1-jén.